# Arturo Manrique
Arturo Ernesto Manrique Elizondo (Monterrey, Nuevo León, 13 de mayo de 1910-México D. F.,10 de enero de 1971), apodado "El Panzón Panseco", fue un ingeniero mecánico, locutor, piloto civil, actor de radio, cine y televisión mexicano.

## Biografía
Realizó estudios de ingeniería mecánica en la Saint Louis School of Engineering, Missouri (1930), pero su principal profesión la desarrolló ante los micrófonos de radio y televisión.
En la radiodifusora KMOK, de esa misma ciudad norteamericana, actuó en algunas ocasiones. Una vez instalado en la Ciudad de México trabajó como actor cómico en estaciones como: XEB, XEQ, XEW. Formó durante más de diez años una pareja cómica con el locutor Ramiro Gamboa, El tío Gamboín. Apareció en los programas televisivos: El Estudio de Pedro Vargas, El yate del Prado y Sonrisas Colgate en el canal 2 de Telesistema Mexicano, además de que también trabajó para la televisión regiomontana, en el canal 6 de Televisión Independiente de México, en su ciudad natal, Monterrey en el año de 1966.
En 1948 había surgido en Monterrey, la figura de Arturo Manrique, quien hacía chistes a propósito de su obesidad y de la tacañería de los regiomontanos, Arturo Manrique se hizo llamar el Panzón Panseco, se hizo socio del Club Sembradores de Amistad, y en 1949 se presentaba dos veces por semana en XEQ en su primera época, pasando posteriormente a XEW y finalmente a la televisión. 
En el cine debutó como actor en 1933 en la cinta La mujer del Puerto (Dir. Arcady Boytler, 1933), y posteriormente participó en ¿Quién mató a Eva? (Dir. José Bohr, 1934), Jalisco nunca pierde (Dir. Chano Urueta, 1937) y Canto a mi tierra (Dir. José Bohr, 1938), entre otras.
"Nuestro hombre tiene fama de 'codo', pero no lo es. Cuando toma un refresco guarda la corcholata y después, cuando tiene varias, las vende por kilo; en su hogar anda descalzo, para no gastar la suela de los zapatos; pero él asegura que es todo un espléndido". (Panseco visto por el ojo de la cerradura. Por Félix Anguiano. Revista de revistas, 8 de febrero de 1953. P. 79)
Arturo Manrique, que en abril de 1934, Fernando Ferrari lo definía como “un enfermo incurable de ironía, (...) un luchador empedernido” (El guacamole de la ilusión. Por Fernando Ferrari. 100 entrevistas, 100 personajes. México, 1991. Productora e Importadora de papel S.A. de C.V. PP. 174 y 175), fue un personaje importante en la historia de la comicidad y la locución y los medios de comunicación en México.

## Filmografía
- Un yucateco honoris causa (1967)
- Nuestros buenos vecinos de Yucatán (1967)
- El hombre del alazán (1959)
- Ando volando bajo (1959) - Don Amapolo
- Mujer en condominio (1958)
- Mi influyente mujer (1957)
- Escándalo de estrellas (1944) - Sánchez Bello
- El fanfarrón: ¡Aquí llegó el valentón! (1943)
- Jesusita en Chihuahua (1942)
- El hijo de Cruz Diablo (1941)
- Juntos, pero no revueltos (1939) - Profesor
- La casa del ogro (1939)
- Canto a mi tierra (1938)
- Los millones de Chaflán (1938) - Agente de seguros
- Canción del alma (1938) - Iloncillo
- Adiós Nicanor (1937)
- Almas rebeldes (1937)
- Jalisco nunca pierde (1937)
- La gran cruz (1937) - Amigo de Rolando
- Luponini de Chicago (1935) - Moreno, policía
- El tesoro de Pancho Villa (1935) - Joe
- ¿Quién mató a Eva? (1934) - Detective
- La mujer del puerto (1934) - Marinero